# Uroleucon lambersi
Uroleucon lambersi är en insektsart. Uroleucon lambersi ingår i släktet Uroleucon och familjen långrörsbladlöss. Inga underarter finns listade i Catalogue of Life.